# La Casanova d'Albereda
La Casanova d'Albereda és una masia situada al municipi de Navès, a la comarca catalana del Solsonès.